# Champ de Mars (Valence)
Pour les articles homonymes, voir Champ de Mars.
Le Champ de Mars est une vaste esplanade de 3 hectares ouverte à l'est et à l'ouest, située dans le centre-ville de Valence, dans le département de la Drôme. Elle borde l'avenue Maurice Faure à l'ouest, l'avenue Gambetta au nord, l'avenue du Champ de Mars à l'est, et la rue du Lycée au sud. Chaque année, a lieu sur le champ de Mars, le festival de musique Festival sur le Champ !.

## Localisation
L'esplanade du Champ de Mars est idéalement bien située en centre-ville de Valence, entre le quartier de la Gare et la place Aristide Briand à l'est, le quartier du Vieux Valence au nord, le parc Jouvet à l'ouest, et le lycée Émile Loubet au sud, offrant une vue imprenable sur les collines ardèchoises et les ruines du château de Crussol.

## Histoire
Créé en 1773, quelques années avant la Révolution, le Champ de Mars est le lieu de promenade privilégié des Valentinois et des visiteurs tout au long du XIXe siècle. La vue panoramique que l'on découvre depuis cette terrasse, sur le Rhône, le Vivarais et les ruines du château de Crussol, est fort appréciée et fait même la fierté de ses habitants.
Du temps de la Révolution, les gardes républicains s’y rassemblaient, le jeune Bonaparte parmi eux, ainsi que le général valentinois Championnet dont la statue, construite par Victor Sappey en 1848, trône au nord de l'esplanade. Ce site est devenu la vitrine de Valence par les nombreuses expositions qu’il a accueillies, les manifestations culturelles, sportives et autres.
Parking parsemé de platanes durant plusieurs décennies, la ville de Valence projeta de le faire disparaître pendant la période 1998/1999 et décida, par son enfouissement, de le transformer en un vaste espace vert. En 2001, les travaux de reconversion, qui ont duré moins d'un an, l'ont transformé en une large esplanade arborée, remettant en valeur le cadre du kiosque Peynet, classé sur la liste des monuments historiques en 1982. Ce projet d'aménagement s'est inscrit dans une démarche contextuelle en offrant un belvédère sur le Rhône et l'Ardèche, et en simplifiant la lisibilité des espaces afin de relier la vieille ville aux faubourgs de Valence.

## L'esplanade

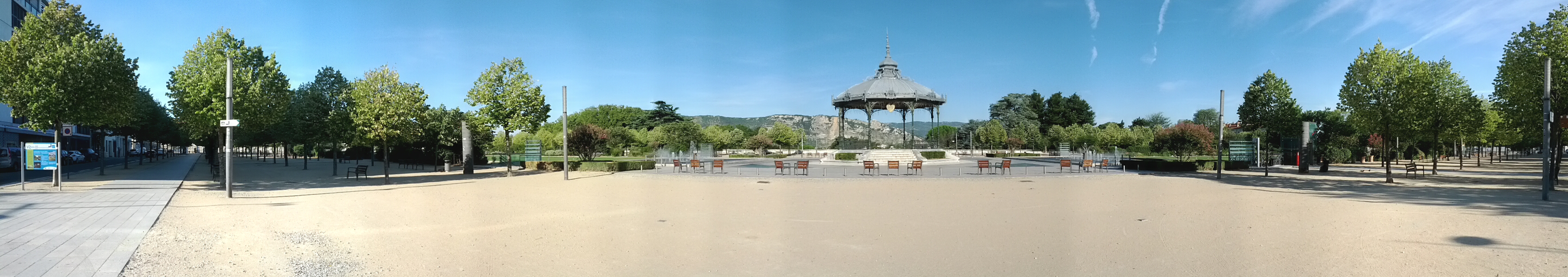
Panorama sur le Champ de Mars avec le kiosque Peynet en son centre.

D'une superficie de 3 hectares, cette vaste place de 300 mètres de long sur 100 mètres de large occupe une ancienne terrasse alluviale du Rhône en balcon sur le fleuve, face aux horizons lointains du château de Crussol, perché sur les contreforts calcaires du département voisin de l'Ardèche. Intégré dans la géométrie du territoire de la ville, l'esplanade-jardin est conçue comme un espace contemporain : une esplanade urbaine bordée d'arbres et de tilleuls, composée de deux grandes pelouses rectangulaires des deux côtés du kiosque Peynet (orientées Nord-Sud), et lieu de déambulation pour les valentinois. Au nord de l'esplanade se trouve la statue du Général Championnet et au sud un mémorial de la Première Guerre mondiale.
Par son dessin, l'esplanade redonne de l'éclat au kiosque Peynet et à l'ensemble du Champ de Mars. Autour du Kiosque Peynet, deux grands bassins accueillent des fontaines musicales qui scandent l'hymne au Rhône et à la musique.
Sous le Champ de mars se trouve un parking, qui avant 2001, était situé en lieu et place de l'esplanade. Il comprend 840 places payantes et offre 4 accès : Comète, Maurice Faure, Gambetta et Championnet.
Aujourd'hui, l'esplanade du Champ de Mars est le lieu de manifestations culturelles, sportives et d'autres festivités, qui incluent notamment des concerts gratuits durant l'été.

## Galerie d'images

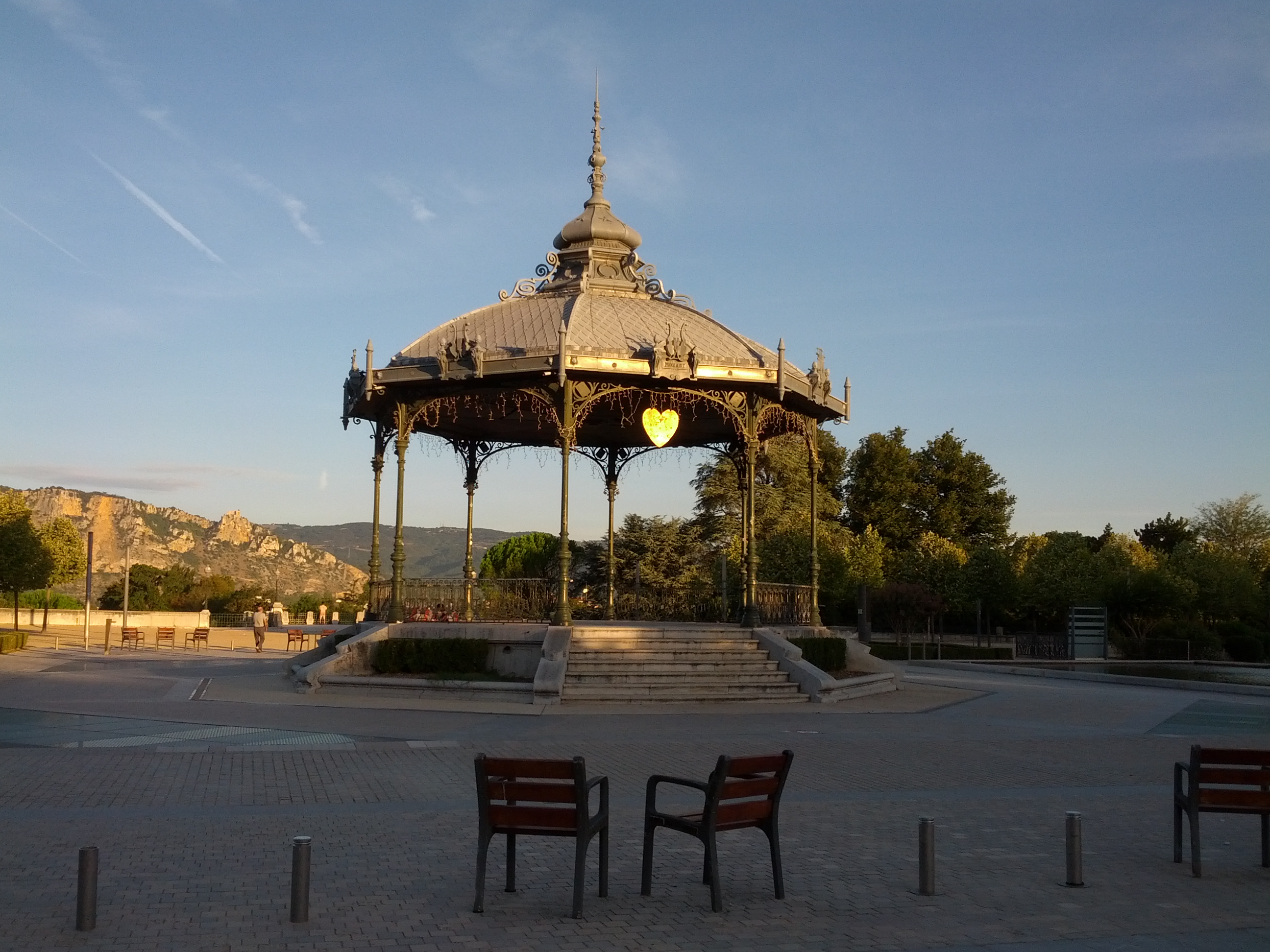
Lever de soleil sur le kiosque Peynet.
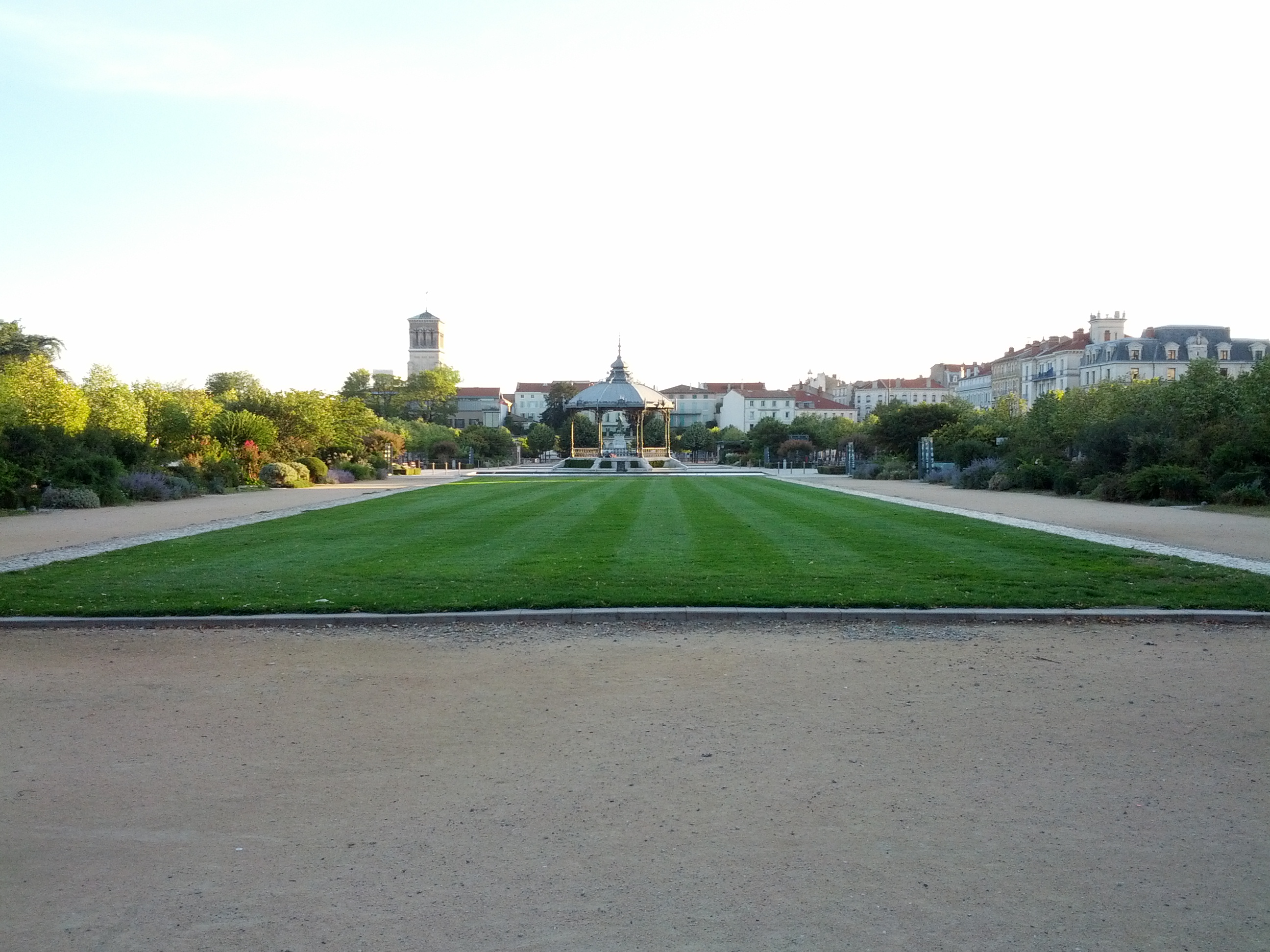
Vue vers le nord avec le clocher de la cathédrale Saint-Apollinaire.
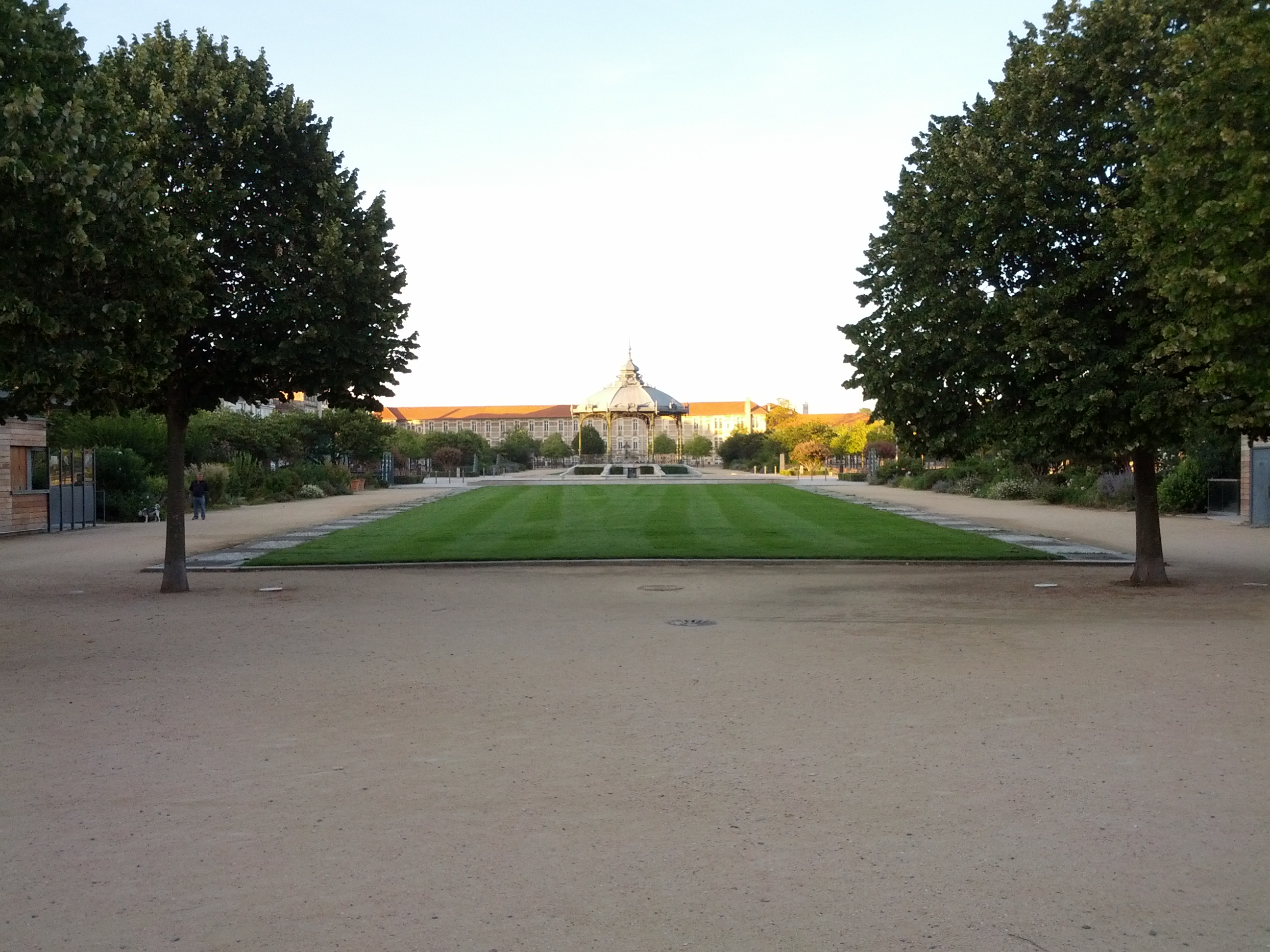
Vue vers le sud avec la façade du lycée Émile Loubet.
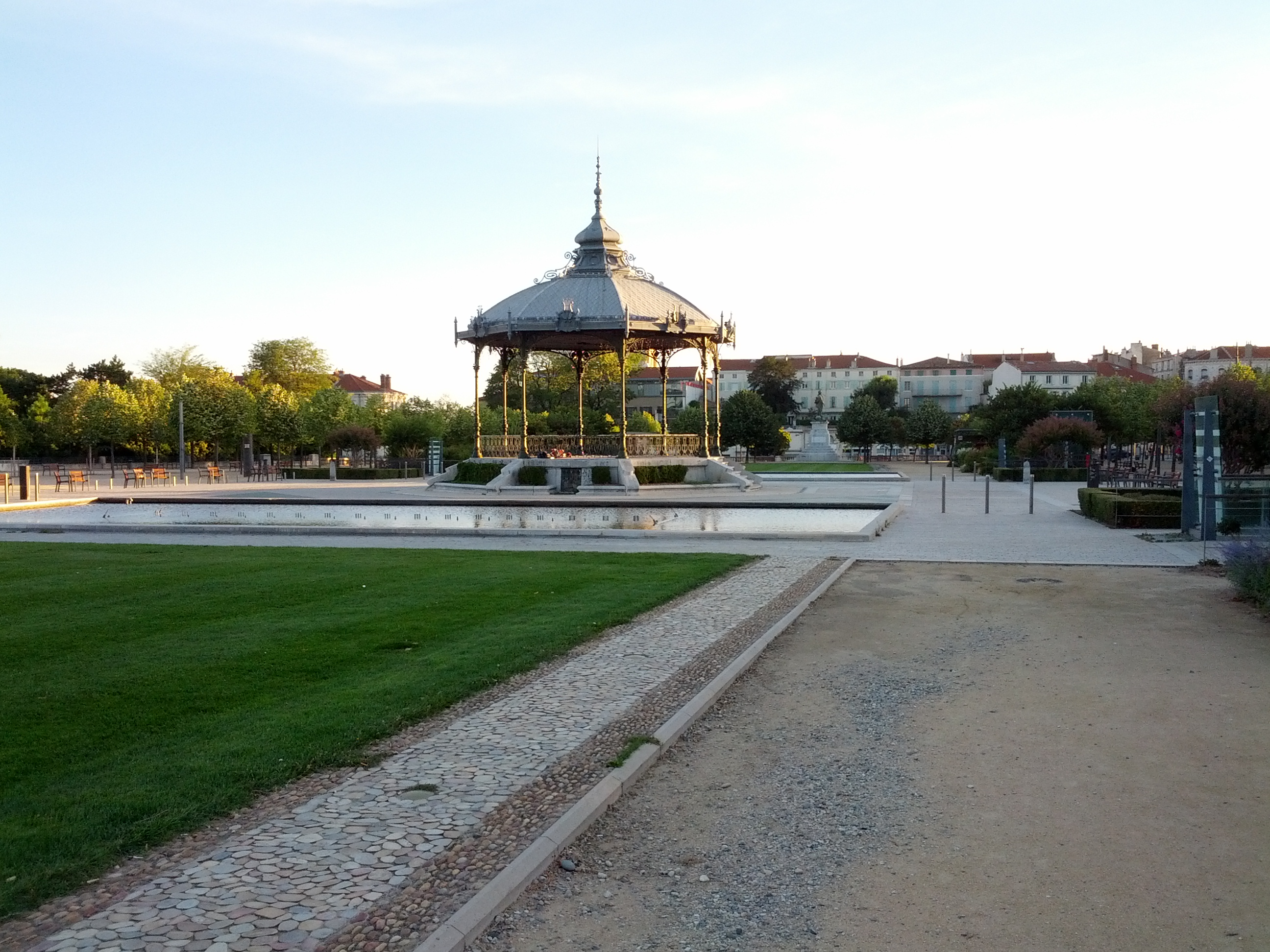
Promenade.
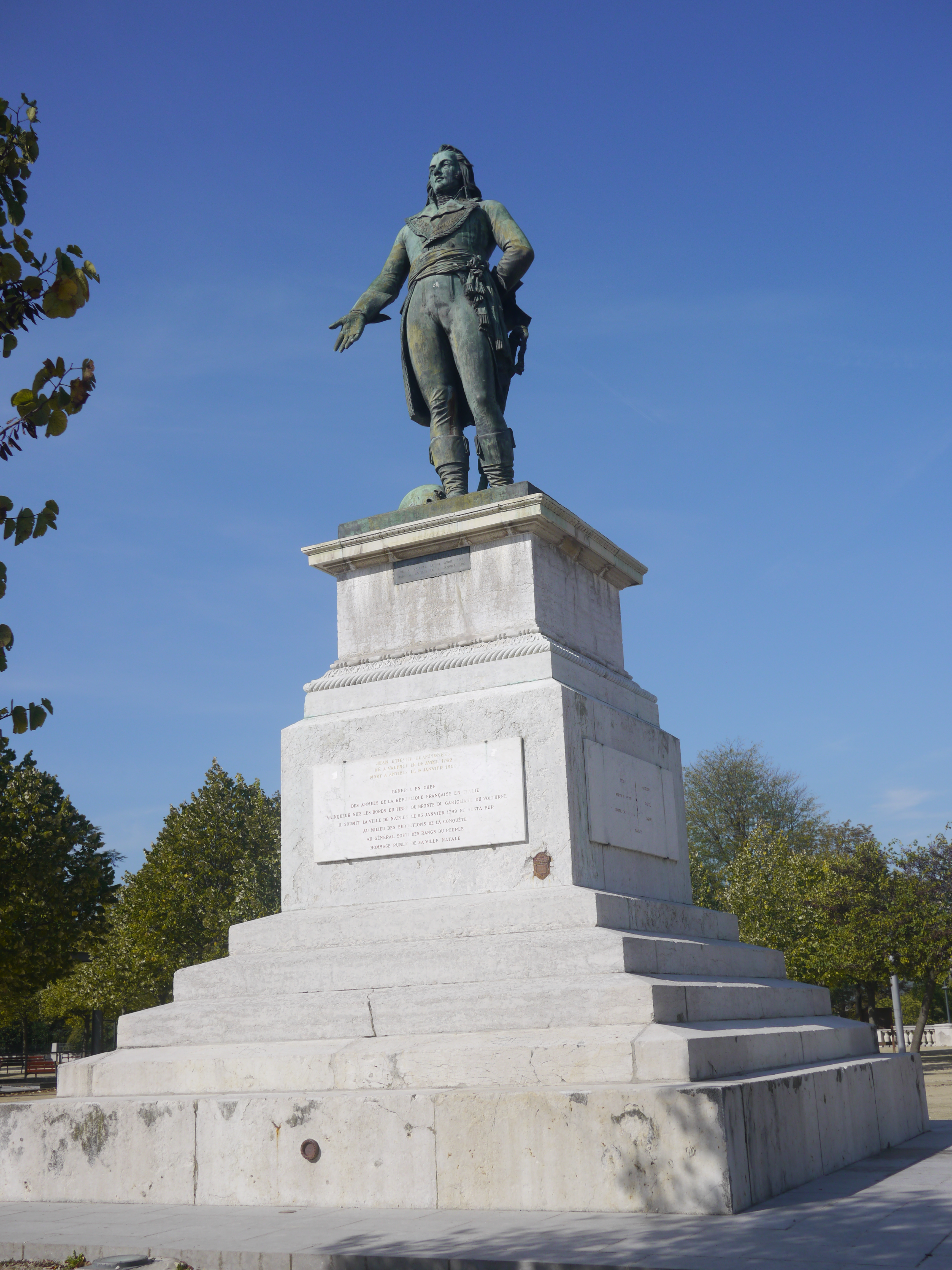
Statue du général Championnet.